# 88 Rue du Rhone
88 Rue du Rhone fue una marca independiente de relojes fabricados en Suiza, lanzada en 2012 por Elie y Pierre Bernheim, nietos del relojero suizo Raymond Weil. A partir de 2020 la firma dejó de operar, tras declararse en quiebra en noviembre de 2016.

## Origen del nombre
El nombre "Rue du Rhone" se inspiró en la calle del mismo nombre de Ginebra, así como en el río Ródano que atraviesa el corazón de la ciudad.

## Colecciones de relojes
La empresa lanzó su primera colección, "Double 8 Origin", en 2012, con 100 modelos de relojes de cuarzo, automáticos y cronógrafos, cuyos diámetros variaban entre 29 y 45 mm.

## Actividades promocionales
En 2014, 88 Rue du Rhone fue el socio oficial del Festival Internacional de Cine de Miami.
También figuró como socio de la Academia Británica de las Artes Cinematográficas y de la Televisión (BAFTA) y del Festival Internacional de Cine de Miami (MIFF), y patrocinó la exposición de arte inaugural Past Forward BAFTA.